# Microthyriella hibisci
Microthyriella hibisci är en svampart som beskrevs av F. Stevens 1925. Microthyriella hibisci ingår i släktet Microthyriella och familjen Schizothyriaceae.   Inga underarter finns listade i Catalogue of Life.